# Régiment de Rohan (armée des émigrés)
Pour les articles homonymes, voir régiment de Rohan.
Le régiment de Rohan est un régiment de l'Armée des émigrés levé par le cardinal Louis René Édouard de Rohan (1734-1803).

## Histoire du régiment
Louis René Édouard de Rohan (1734-1803), élu, malgré lui, député du clergé pour le district électoral d'Haguenau-Wissembourg aux États généraux, fait partie de l'Assemblée constituante. Il refuse la constitution civile du clergé et l'abolition de la monarchie. Du fait de l'abolition de la noblesse, en mars 1790, il s'exile à Ettenheim, en Pays de Bade, dans la partie allemande de son diocèse, d'où il va combattre pour tenter de regagner son diocèse. Il se met du côté de l'émigration en levant des troupes pour l'armée de Condé, son cousin.
Le régiment de Rohan est commandé par son neveu Charles Alain Gabriel de Rohan, duc de Montbazon. Il aligne un bataillon d'infanterie, deux escadrons de hussards et deux batteries d'artillerie. En 1792, il porte encore le nom de régiment de Rohan étranger et n’aligne que 400 hommes lors de la visite du roi de Prusse au camp de Coblence. 

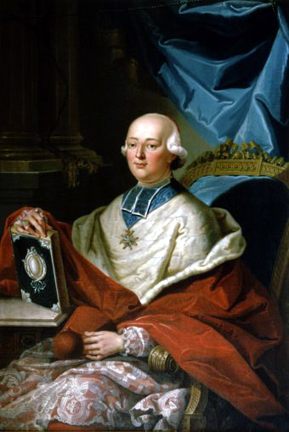
Louis René Édouard de Rohan (1734-1803) qui a levé le régiment.

Le régiment de Rohan n'est pas vraiment compris dans la formation de l’armée de Condé, parce qu'il doit incessamment prendre rang parmi les troupes du Saint-Empire romain germanique. Il ne compte toujours à cette époque que 400 hommes. On trouve dans ses rangs de nombreux étrangers, des Alsaciens et des officiers émigrés. Le régiment de Rohan est en blanc, comme l'infanterie française. Cette unité quitte l'Armée de Condé qui se bat en Allemagne. Elle a toutefois figuré avec elle au siège de Valenciennes. Lors de la capitulation de Valenciennes, le 28 juillet, survient un incident qui illustre bien les buts de chacun et les rapports entre émigrés et coalisés: la cité étant occupée au nom de l'empereur d'Autriche, sans qu'il soit un instant question du roi de France ou d'un quelconque régent, les émigrés présents refusent d'assister au bal de la victoire. Les places sont à qui les prend, répliquent les Autrichiens. Comme on le voit, guère d'amélioration depuis 1792 ! À noter à cette occasion la présence du comte de Langeron, futur et inébranlable adversaire de Napoléon.
Le régiment de Rohan début 1793 passe à la solde de l'Empire, pour donner au prince de Condé plus de moyens d'entretenir des régiments. En mai 1793, une brigade allemande ayant reçu ordre de se porter par le grand chemin dans la plaine de Rilsheim, pour appuyer la droite du régiment de Giulay, qui couvre la hauteur cent pas en avant du bois de Germesheim. Dès que l'infanterie ennemie voit déboucher les grenadiers de Rohan, elle croit sans doute que c'est la tête d'une colonne considérable, et prend la fuite dans le plus grand désordre.
Mais les lois de la guerre sont modifiées. On combat tout l'hiver et les prisonniers émigrés ou à leur service sont exécutés, alors que jusqu'ici les Français et même les étrangers au service du roi de France étaient soignés et échangés. 
Mgr le Comte de Mauny, capitaine au régiment de Bourbonnais, malade depuis quelque temps, allait à l'hospice établi par le prince de Condé. sur les derrières de son armée; quand il est à hauteur de la gauche, il entend des coups de fusil, se fait conduire de ce côté, et, descendu de la charette sur laquelle on le transportait, il rassemble ses forces, et va prier le prince de Rohan de lui permettre de prendre rang parmi les grenadiers de son régiment : il combat avec la valeur que promettait une pareille démarche, et consultant plus son ardeur que sa prudence, il s'engage trop avant à la poursuite de quelques fuyards et a le malheur d'être pris. Nous apprîmes, peu de jours après, que ce valeureux officier, fusillé à Wissembourg, avait conservé son caractère de fermeté inébranlable, n'ayant cessé de crier, pendant qu'on le conduisait au lieu de l'exécution, et jusqu'à son dernier moment : Vive le Roi ! vive la maison de Bourbon ! Un officier du régiment de Rohan avait éprouvé le même sort quelques jours auparavant, et avait fini avec le même courage; ses cris de vive le Roi ! vive Condé ! n'ayant eu d'autre terme que celui de son existence. Ce malheureux officier avait été blessé grièvement, et ne pouvant se tenir ni sur ses jambes ni sur ses genoux, ses meurtriers l'avaient placé sur une chaise pour lui faire subir son exécution.
Par contre, la bataille d'Hondschoote  est  une victoire de l'armée du Nord (Houchard et Jourdan) le 8 septembre 1793. Elle contraint les Anglais à abandonner Dunkerque, où  s'était distingué le régiment de Rohan.
Lors du débarquement des émigrés à Quiberon, le régiment de Rohan, sous le commandement de Toussaint Léonard de La Villéon, fait partie de la Division de Sombreuil. Le 16 juillet 1795, il arrive avec la seconde escadre anglaise aux ordres de Sombreuil. La nuit même, les émigrés font une sortie sur les positions républicaines et sont repoussés avec de grosses pertes. Ils prennent leurs quartiers au village de Kernavest à la distance d'environ une lieue du fort de Penthièvre. Mr de Sombreuil leur ordonne d'aller occuper le port d'Orange et de défendre à toute extrémité la batterie que M. de Puisaye lui avait dit être en bon état.
Les hussards de Rohan sont au service du Saint-Empire romain germanique, jusqu'en mai 1797. Ils combattent constamment à l'avant-garde de l'armée et se distinguent particulièrement à la défense de la position d'Ugralh, proche la Sieg, le 10 novembre 1796. Dans cette action le régiment de Rohan perd près de 200 hommes et a quinze officiers tués ou blessés.  
À la bataille d'Altenkirchen, le 15 novembre 1796, il est détaché avec 100 chevaux, à dix heures du matin, pour prendre une position sur le centre de la ligne, forcée par les Français, afin de donner avis des mouvements de l'armée, tant au prince de Wurtemberg, qui commande la droite, qu'au major Especk qui commande la gauche. Les Français, ayant pris une des ordonnances du comte de Penne-Villemur, dirigent aussitôt un régiment de chasseurs à cheval pour envelopper son détachement, mais à la faveur de l'obscurité de la nuit, il parvient, du milieu des colonnes ennemies, et sans perdre un seul homme, à rejoindre l'armée qui le croyait perdu.
Le 9 juillet 1796, le corps d'avant-garde commandé par le général Pál Kray ayant été plusieurs fois chargé avec perte par les Français, détache deux escadrons du régiment de Rohan aux ordres du lieutenant-colonel vicomte de Romanet, et du major comte de Penne-Villemur, pour soutenir l'avant-garde. Ce dernier se place en bataille, derrière un monticule, attendant que l'ennemi charge en colonne l'arrière-garde autrichienne, et, pour mieux couvrir son embuscade, il détache une partie de tirailleurs sous les ordres du marquis de Penne-Villemur, son frère, officier au régiment de Rohan, avec ordre de ne combattre qu'à l'arme blanche. Cet ordre est si ponctuellement exécuté, que le marquis de Penne-Villemur est criblé de coups de sabre, tant sur la tête qu'au bras droit, dont il est resté estropié. Le comte de Romanet, blessé d'un coup de canon avant l'action, quitte le champ de bataille. Le comte de Penne-Villemur commande la charge avec tant de précision, qu'il enfonce un régiment de dragons en colonne, lequel perd 200 hommes, et a quatorze ou quinze officiers de tués ou blessés. Quoique les Français ont dirigé leur mitraille sur les hussards de Rohan, ces derniers, loin de songer à s'abriter, font une seconde charge avec un égal succès, sur un bataillon de grenadiers, et par celle seconde action, le comte de Penne-Villemur parvient à dégager le bataillon franc d'O'Donnel qui se trouve dans l'impossibilité de se retirer.
Le lendemain, 10 juillet 1796, le régiment de Rohan couvre la retraite de l'armée après la perte de Friedberg par le comte de Wartensleben. Il prend une part active, aux combats qui suivent, perdus mais avec gloire, par S. M. le roi de Suède, et inquiéte les Français dans la retraite, après la bataille d'Ambert gagnée, le 21 août 1796, par l'archiduc Charles.
Ils attaquent des batteries françaises à la bataille de Wurtzbourg le 3 septembre
- s'empare, le 6, d'un bataillon ennemi à la sortie d'Aschaffenbourg, quoiqu'il fût adossé au Main ;
- sauve sept pièces d'artillerie de campagne, le 15, à l'affaire de Kircherg ;
- et combat, le lendemain, à une attaque générale et meurtrière, pour forcer les Français à évacuer les villes de Lunebourg et de Dietz[5].

Le régiment de Rohan passe au service de S.M. l'empereur François Ier d'Autriche.

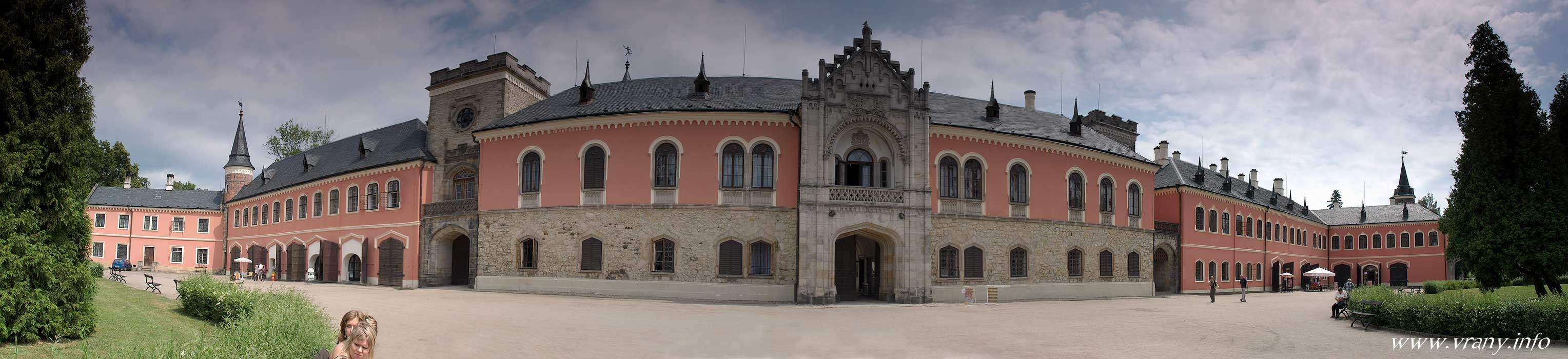
Après les guerres de la Révolution et de l’Empire, le colonel de ce régiment Charles Alain Gabriel de Rohan, duc de Montbazon acquiert et restaure le château de Sychrov.